# Monte Shadow
Il Monte Shadow (in lingua inglese: Mount Shadow, letteralmente Monte Ombra) è una piccola montagna antartica, situata poco a ovest dello Shadow Bluff, alla congiunzione tra il Ghiacciaio Tucker e il Ghiacciaio Leander, nei Monti dell'Ammiragliato, in Antartide. 
Il monte è stato scalato nel gennaio 1958 da un gruppo geologico della New Zealand Geological Survey Antarctic Expedition. La denominazione è stata da loro assegnata in associazione con quella del Monte Midnight, situato appena più a ovest, e dello Shadow Bluff.